# Groupe SNEF
 (février 2016).
Le groupe Snef (anciennement Société Nouvelle Electric Flux) est une entreprise française fondée en 1905 à Marseille.
Le groupe Snef est un spécialiste des métiers de conception, d’intégration et de maintenance dans les domaines de l’électricité, des télécommunications, des procédés industriels, de la mécanique et de l’industrie 4.0.

## Histoire
En 1905, Fernand Aubert s'intéresse à une petite entreprise d'électricité marseillaise, Vivet et Cie. En 1909, il la transforme en Société Electric Flux. L'entreprise se spécialise dans le domaine maritime et l'industrie. L'obtention en 1912 de l'agrément de la Marine nationale permet à l'entreprise de se spécialiser dans la confection et la fourniture d'appareillages de commande et de contrôle.
Jusqu'en 1929, les activités industrielles et les bureaux d'études se développent. Le développement de l'entreprise débouche, en 1930, sur l'acquisition de la Société Gueit et Jensen. De plus, des filiales sont ouvertes à Nantes, Saint-Nazaire et Lorient.
Maurice Jauffret, le 31 mai 1944, rachète Electric Flux. L'entreprise emploie alors 80 personnes. Jauffret et sa nouvelle équipe choisissent de centrer l'entreprise sur les activités maritimes et portuaires afin d'approcher le secteur de l'industrie pétrochimique. En 1955, la fusion d'Electric Flux avec la société Générale Électromécanique accouche de la Société Nouvelle Electric Flux (SNEF). L'entreprise se diversifie. Elle ouvre des agences à Dunkerque, Rouen et Le Havre et compte neuf mille employés. L'entreprise s'internationalise en 1977 : une filiale est ouverte à Abu Dhabhi.
Dans les années 80, l’entreprise a diversifié son activité vers d’autres secteurs de l’Industrie avant de conquérir les marchés du tertiaire et des télécommunications.
La fin de la décennie 2000 voit le groupe investir à l'international avec le rachat de l'entreprise roumaine IMSAT (ro), devenue aujourd'hui IMSAT Ceproccim de sa fusion avec Ceproccim Engineering, puis de l'entreprise brésilienne ENERG Power et de l'entreprise OMNIUM au Cameroun.

## Le groupe Snef
Le groupe Snef est une entreprise prospère en 2021, avec treize mille collaborateurs et un chiffre d'affaires de 1,5 milliard d'euros. Sa présence dans trente pays témoigne de son succès sur les marchés internationaux.
Malgré son envergure mondiale, son siège social à Marseille démontre son engagement envers la France et contribue au développement économique local, tout en lui permettant de poursuivre son expansion internationale.

## Organigramme
Le groupe Snef est présidé par Jean-Pierre Dréau qui exerce la fonction de président. La direction générale du groupe est assurée par Stéphane Corteel.
La gouvernance du groupe Snef s’articule autour :
- d’un conseil d’administration indépendant ;
- d'un comité d'orientation ;
- de directions opérationnelles régionales ;
- de directions fonctionnelles[5].

## Implantations
Le groupe Snef a étendu son réseau d’agences en France et à l’international (Europe de l'Est, Europe de l'Ouest, Afrique, Amérique latine).